# Waheed Nadeem
Waheed Nadeem (Urdu: وحید ندیم; sinh ngày 7 tháng 1 năm 1987) là một cầu thủ bóng đá người Afghanistan hiện tại thi đấu cho Toofaan Harirod F.C.. Anh là cầu thủ của đội tuyển quốc gia và U-23. Anh mang áo số 8 ở cả đội tuyển quốc gia Afghanistan và câu lạc bộ Toofaan Harirod F.C.

## Sự nghiệp quốc tế
Anh ra mắt cho Afghanistan vào tháng 12 năm 2009 trong trận đấu tại Giải vô địch bóng đá Nam Á trước Maldives. Anh ghi bàn thắng đầu tiên cho đội tuyển quốc gia vào tháng 3 năm 2011 trong trận đấu trước Bhutan.